# High Resilience
El término High Resilience o HR, al español "Alta Resiliencia", se utiliza principalmente en el sector del descanso para denominar a las espumas utilizadas para la fabricación de colchones a partir del Isocianato. En el sector del descanso, el término resiliencia hace referencia a los materiales que combinan las propiedades de flexibilidad, resistencia y amortiguación. 
Este tipo de espumaciones se utilizan como soporte de núcleos realizados con otros materiales más adaptables (como el viscoelástico) o bien como núcleo de colchones que simplemente están formados por espumas HR.
En el mercado actual los HR pueden encontrarse con distintos nombres comerciales y con distintas características, dependiendo de la densidad y elaboración del material en cada caso.